# 圣谢尔格
圣谢尔格（法語：Saint-Ciergues，法語發音：[sɛ̃ sjɛʁg]）是法国上马恩省的一个市镇，属于朗格勒区。

## 地理
圣谢尔格（47°53'4"N, 5°15'17"E）面积12.45 平方千米，位于法国大東部大區上马恩省，该省份为法国东北部内陆省份，北起马恩省和默兹省，西接奥布省，西南接科多尔省，东南接上索恩省，东临孚日省。
与圣谢尔格接壤的市镇（或旧市镇、城区）包括：博舍曼、库尔塞勒昂蒙塔涅、于姆-若克奈、朗格勒、马多尔、奥尔芒塞、佩朗塞莱维约穆兰、圣马丹莱朗格勒、瓦西讷。

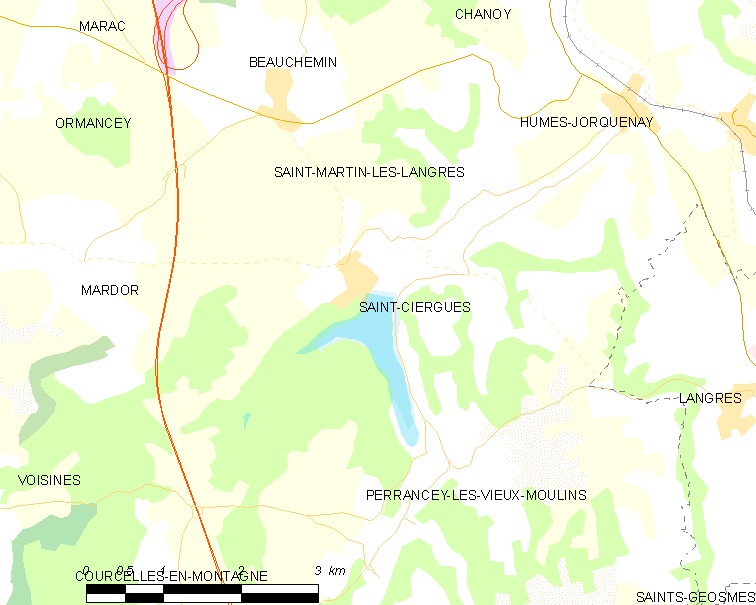
圣谢尔格的OSM定位图

圣谢尔格的时区为UTC+01:00、UTC+02:00（夏令时）。

## 行政
圣谢尔格的邮政编码为52200，INSEE市镇编码为52447。

## 政治
圣谢尔格所属的省级选区为朗格勒县。

## 人口

1962-2008年间圣谢尔格人口变化图示

圣谢尔格于2022年1月1日时的人口数量为179人。